# Donationware
Donationware er en licensmodel, der giver fuldt funktionel software til brugeren, og anmoder om en valgfri donation til programmøren eller en tredjepart. Beløbet på donationen kan være fastsat af programmets programmør, eller det kan være frit, således at brugeren bestemmer donationen.
Eftersom donationware fungerer fuldt ud og ikke kræver en betaling, hører det under typen freeware.
| Software | Spire Denne artikel om software og programmering er en spire som bør udbygges. Du er velkommen til at hjælpe Wikipedia ved at udvide den. |